# MacBook Pro
De MacBook Pro is een laptopmodel van Apple. De laptop is gericht op hogere prestaties ten opzichte van de MacBook Air, die lichter qua gewicht is. De naam wordt soms onofficieel afgekort als MBP.

## Modellen

### Eerste generatie (2006-2008)
De oorspronkelijke 15-inch (38 cm) MacBook Pro werd op 10 januari 2006 door Steve Jobs tijdens de MacWorld Expo als opvolger van de PowerBook G4 aangekondigd. Het 17-inchmodel (43 cm) werd een paar maanden later, op 24 april 2006, aangekondigd. Het eerste ontwerp lijkt erg op de PowerBook, maar maakt gebruik van Intel-processors in plaats van PowerPC-processors. De computers werden ook wel aangeduid als Mactel. Het 15-inchmodel weegt ongeveer hetzelfde als een vergelijkbare aluminium PowerBook G4, alleen is de MacBook Pro 25 millimeter dieper en dunner, en 1 centimeter breder.
Andere veranderingen waren onder meer een iSight-webcam en een MagSafe-aansluiting.
De 15-inch en de 17-inch MacBook Pro werden op 24 oktober 2006 bijgewerkt. De processor was bijgewerkt naar een Core 2 Duo-processor. Verder bevatten de laptops ook snellere harde schijven (tot 250 GB), meer RAM-geheugen (tot 4 GB) en meer uitgangen (extra FireWire 800 bij het 15-inchmodel). Het 15-inchmodel had nu schermverlichting gebaseerd op led-technologie en woog 100 gram minder.
Op 26 februari 2008 verfriste Apple de laptops met betere specificaties, en het 17-inchmodel had nu ook ledgebaseerde schermverlichting. Ook ondersteunde het touchpad van de MacBook Pro vanaf toen multi-touch.

#### Specificaties
| Overzichtstabel specificaties                                         | Overzichtstabel specificaties                                                                 | Overzichtstabel specificaties                                                                        | Overzichtstabel specificaties                                                            | Overzichtstabel specificaties                                                                                     | Overzichtstabel specificaties | Overzichtstabel specificaties                                                                  |
| Processor                                                             | Intel Core Duo                                                                                | Intel Core 2 Duo                                                                                     | Intel Core 2 Duo                                                                         | Intel Core 2 Duo                                                                                                  | Intel Core 2 Duo | Intel Core 2 Duo                                                                               |
| Model                                                                 | Begin 2006                                                                                    | Eind 2006                                                                                            | Medio 2007                                                                               | Eind 2007 | Begin 2008 | Eind 2008                                                                                      |
| --------------------------------------------------------------------- | --------------------------------------------------------------------------------------------- | --- | ---------------------------------------------------------------------------------------- | --- | --- | ---------------------------------------------------------------------------------------------- |
| Release-data                                                          | 10 januari 2006 (15"), 24 april 2006 (17")                                                    | 24 oktober 2006                                                                                      | 5 juni 2007                                                                              | 1 november 2007                                                                                                   | 26 februari 2008 | 14 oktober 2008                                                                                |
| Modelnummer(s)                                                        | MA463*/A of MA464*/A MA600* of MA601* MA092*/A                                                | MA609*, MA610* of MA611*/A                                                                           | MA895*, MA896* of MA897*                                                                 | MA895*/A, MA896*/A of MA897*/A                                                                                    | MB133*/A, MB134*/A,of MB166*/A | MB766*/A                                                                                       |
| Model-kenmerken                                                       | MacBookPro1,1, MacBookPro1,2                                                                  | MacBookPro2,1, MacBookPro2,2                                                                         | MacBookPro3,1                                                                            | MacBookPro3,1 | MacBookPro4,1 | MacBookPro5,1                                                                                  |
| Breedbeeld-display Mat of glanzend scherm                             | 15,4" (39 cm), lcd, 1.440 × 900                                                               | 15,4" (39 cm), lcd, 1.440 × 900                                                                      | 15,4" (39 cm), lcd, 1.440 × 900, met led-schermverlichting                               | 15,4" (39 cm), lcd, 1.440 × 900, met led-schermverlichting                                                        | 15,4" (39 cm), lcd, 1.440 × 900, met led-schermverlichting                                                                           | N/A                                                                                            |
| Breedbeeld-display Mat of glanzend scherm                             | 17" (43 cm), LCD, 1.680 × 1.050                                                               | 17" (43 cm), LCD, 1.680 × 1.050                                                                      | 17" (43 cm), LCD, 1.680 × 1.050 Optioneel 1.920 × 1.200                                  | 17" (43 cm), LCD, 1.680 × 1.050 Optioneel 1.920 × 1.200                                                           | 17" (43 cm), lcd, 1,680 × 1.050 Optioneel 1.920 × 1.200, met led-schermverlichting                                                   | 17" (43 cm), lcd, 1.920 × 1.200, met led-schermverlichting                                     |
| Processor                                                             | 1,83 GHz (T2400), 2,0 GHz (T2500) of 2,16 GHz (T2600) Intel Core Duo met 2 MB geheugen        | 2,16 GHz (T7400) of 2,33 GHz (T7600) Intel Core 2 Duo met 4 MB geheugen                              | 2,2 GHz (T7500) of 2,4 GHz (T7700) Intel Core 2 Duo met 4 MB geheugen                    | 2,2 GHz (T7500) of 2,4 GHz (T7700) Intel Core 2 Duo met 4 MB geheugen Optioneel 2,6 GHz (T7800) met 4 MB geheugen | 2,4 GHz (T8300) Intel Core 2 Duo met 3 MB geheugen, of 2,5 GHz (T9300) met 6 MB geheugen Optioneel 2,6 GHz (T9500) met 6 MB geheugen | 2,5 GHz (T9300) Intel Core 2 Duo met 6 MB geheugen Optioneel 2,6 GHz (T9500) met 6 MB geheugen |
| Front-side bus                                                        | 667 MHz                                                                                       | 667 MHz                                                                                              | 800 MHz                                                                                  | 800 MHz | 800 MHz | 800 MHz                                                                                        |
| RAM-geheugen Twee slots voor PC2-5300 DDR2 SDRAM (667 MHz)            | 512 MB (twee 256 MB) of 1 GB (twee 512 MB) Kan worden uitgebreid tot 2 GB                     | 1 GB (twee 512 MB) of 2 GB (twee 1 GB) Kan worden uitgebreid tot 4 GB, maar alleen 3 GB is bruikbaar | 2 GB (twee 1 GB) Kan worden uitgebreid tot 6 GB                                          | 2 GB (twee 1 GB) Kan worden uitgebreid tot 6 GB                                                                   | 2 GB (twee 1 GB) Kan worden uitgebreid tot 6 GB                                                                                      | 4 GB (twee 2 GB) Kan worden uitgebreid tot 8 GB                                                |
| Grafische kaart met DVI-aansluiting                                   | ATI Mobility Radeon X1600 met 128 MB of 256 MB GDDR3 SDRAM                                    | ATI Mobility Radeon X1600 met 128 MB of 256 MB GDDR3 SDRAM                                           | Nvidia Geforce 8600M GT met 128 MB of 256 MB GDDR3 SDRAM                                 | Nvidia Geforce 8600M GT met 128 MB of 256 MB GDDR3 SDRAM                                                          | Nvidia Geforce 8600M GT met 256 MB, of 512 MB GDDR3 SDRAM                                                                            | Nvidia Geforce 8600M GT met 512 MB GDDR3 SDRAM                                                 |
| Harde schijf                                                          | 80 GB, 100 GB of 120 GB serial ATA, 5.400-rpm Optioneel 100 GB 7.200-rpm of 120 GB 5.400-rpm. | 120 GB, 160 GB of 200 GB serial ATA, 5.400-rpm Optioneel 100 GB, 7.200-rpm.                          | 120 GB of 160 GB serial ATA, 5.400-rpm Optioneel 250 GB, 4.200-rpm of 160 GB, 7.200-rpm. | 120 GB of 160 GB serial ATA, 5.400-rpm Optioneel 250 GB, 5.400-rpm of 200 GB, 7.200-rpm.                          | 200 GB of 250 GB serial ATA, 5.400-rpm Optioneel 200 GB 7.200-rpm of 300 GB 4.200-rpm.                                               | 250 GB serial ATA, 5.400-rpm Optioneel 320 GB, 7.200-rpm of 128 GB SSD.                        |
| AirPort Extreme                                                       | Interne 802.11a/b/g (AR5007 chipset)                                                          | Interne 802.11a/b/g en draft-n (n standaard uitgeschakeld) (AR5008 chipset)                          | Integrated 802.11a/b/g en draft-n (n geactiveerd) (AR5008 of BCM4322 chipset)            | Integrated 802.11a/b/g en draft-n (n geactiveerd) (AR5008 of BCM4322 chipset)                                     | Integrated 802.11a/b/g en draft-n (n geactiveerd) (AR5008 of BCM4322 chipset)                                                        | Integrated 802.11a/b/g en draft-n (n geactiveerd) (AR5008 of BCM4322 chipset)                  |
| Poorten voor randapparatuur                                           |                                                                                               | |                                                                                          | | |                                                                                                |
| 2x USB 2.0 (15") of 3x USB 2.0 (17")                                  | 2x USB 2.0 (15") of 3x USB 2.0 (17")                                                          | 2x USB 2.0 (15") of 3x USB 2.0 (17")                                                                 | 2x USB 2.0 (15") of 3x USB 2.0 (17")                                                     | 2x USB 2.0 (15") of 3x USB 2.0 (17")                                                                              | 3x USB 2.0 |                                                                                                |
| 1x Firewire 400 (15") of 1x Firewire 400 en 1x Firewire 800 (17")     | 1x Firewire 400 (15") of 1x Firewire 400 en 1x Firewire 800 (17")                             | 1x Firewire 400 en 1x Firewire 800                                                                   | 1x Firewire 400 en 1x Firewire 800                                                       | 1x Firewire 400 en 1x Firewire 800                                                                                | 1x Firewire 400 en 1x Firewire 800                                                                                                   |                                                                                                |
| ExpressCard/34, Gigabit Ethernet, DVI, in- en uitgaande geluidsinvoer |                                                                                               | |                                                                                          | | |                                                                                                |
| Ondersteund besturingssysteem                                         | Mac OS X 10.6 "Snow Leopard"                                                                  | Mac OS X 10.7 "lion"                                                                                 | OS X 10.11 "El Capitan"                                                                  | OS X 10.11 "El Capitan"                                                                                           | OS X 10.11 "El Capitan" | OS X 10.11 "El Capitan"                                                                        |
| Accu                                                                  | 60 Wh (15")                                                                                   | 60 Wh (15")                                                                                          | 60 Wh (15")                                                                              | 60 Wh (15") | 60 Wh (15") | N/A                                                                                            |
| Accu                                                                  | 68 Wh (17")                                                                                   | |                                                                                          | | |                                                                                                |
| Gewicht                                                               | 2,5 kg (15")                                                                                  | 2,5 kg (15")                                                                                         | 2,5 kg (15")                                                                             | 2,5 kg (15") | 2,5 kg (15") | N/A                                                                                            |
| Gewicht                                                               | 3,1 kg (17")                                                                                  | |                                                                                          | | |                                                                                                |
| Afmetingen                                                            | 36 centimeter breed en 24 centimeter diep, hoogte van 2,5 cm (15")                            | 36 centimeter breed en 24 centimeter diep, hoogte van 2,5 cm (15")                                   | 36 centimeter breed en 24 centimeter diep, hoogte van 2,5 cm (15")                       | 36 centimeter breed en 24 centimeter diep, hoogte van 2,5 cm (15")                                                | 36 centimeter breed en 24 centimeter diep, hoogte van 2,5 cm (15")                                                                   | N/A                                                                                            |
| Afmetingen                                                            | 39 centimeter breed en 26 centimeter diep, hoogte van 2,5 cm (17")                            | |                                                                                          | | |                                                                                                |

### Unibody (2008-2011)
Een tweede generatie werd aangekondigd op 14 oktober 2008 op een persbijeenkomst op het hoofdkantoor van Apple. De laptop kreeg een behuizing die uit een stuk aluminium is gefabriceerd, dat ook paste binnen het ontwerp van de iMac en MacBook Air uit die periode.
Alle aansluitingen gingen naar de linkerkant van de laptop en de optische schijfeenheid kwam aan de rechterzijde. De laptops kwamen met twee ingebouwde videokaarten, die automatisch schakelen afhankelijk van de gevraagde prestaties. Een multi-touch trackpad is aanwezig voor vingerbewegingen, zoals scrollen door webpagina's of snel wisselen tussen actieve applicaties. Het model was verkrijgbaar in een 15-inch (38 cm) en 17-inch uitvoering (43 cm).
Tijdens de WWDC in juni 2009 kondigde Apple aan om ook een 13-inch (33 cm) model in de MacBook Pro-serie op te nemen. Op 13 april 2010 werden nieuwe Intel Core i5 en Core 7-processors aangekondigd voor alleen de 15-inch en 17-inch modellen.
Op 24 februari 2011 werden nieuwe (video)processors toegevoegd, evenals Thunderbolt. Op 11 juni 2012 werd de MacBook Pro bijgewerkt naar Ivy Bridge-processors. Na een mediapresentatie in oktober 2013 werden alle Unibody-laptops beëindigd, met uitzondering van het 13-inch instapmodel dat pas in 2016 werd stopgezet.
De MacBook pro-modellen uit 2011 bleken problemen te ondervinden met de videokaart, wat kon leiden tot oververhitting en storingen van de laptops, zelfs na reparatie. Het verschijnsel werd uitgebreid genoemd in vakbladen en de media. Apple kwam met een reparatieprogramma om getroffen MacBooks kosteloos te repareren tot eind 2016.

### Retinascherm (2012-2015)

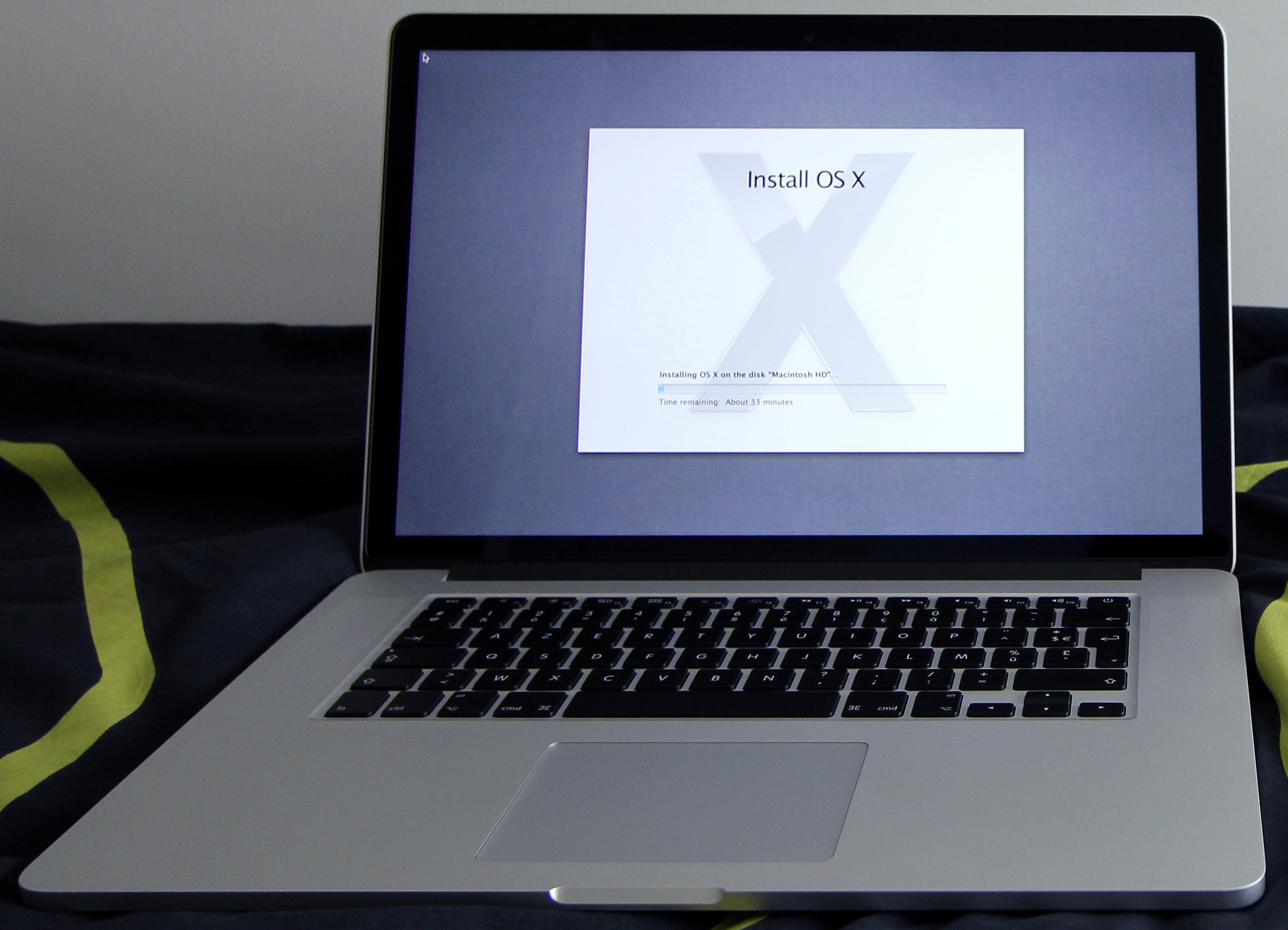
Retina MacBook Pro (2012)

De derde generatie van de MacBook Pro werd gepresenteerd in juni 2012, alleen de 15-inch (38 cm) was drastisch veranderd. Met een retina-display en SSD's (in plaats van harde schijven) was de laptop volgens Apple klaar voor de toekomst. Het 13-inchmodel werd in oktober 2012 op dezelfde manier veranderd. De 13-inch en de oude 15-inch werden ook bijgewerkt, en het 17-inchmodel (43 cm) werd geschrapt uit het aanbod.
Het 13-inchmodel (33 cm) van begin 2015 bevat ook een Force-Touch-trackpad. Hiermee kan ook de hoeveelheid druk die men uitoefent op het trackpad worden gemeten. Deze verandering werd doorgevoerd naar het 15-inchmodel (38 cm) in mei 2015.

### Touch bar (2016-2019)

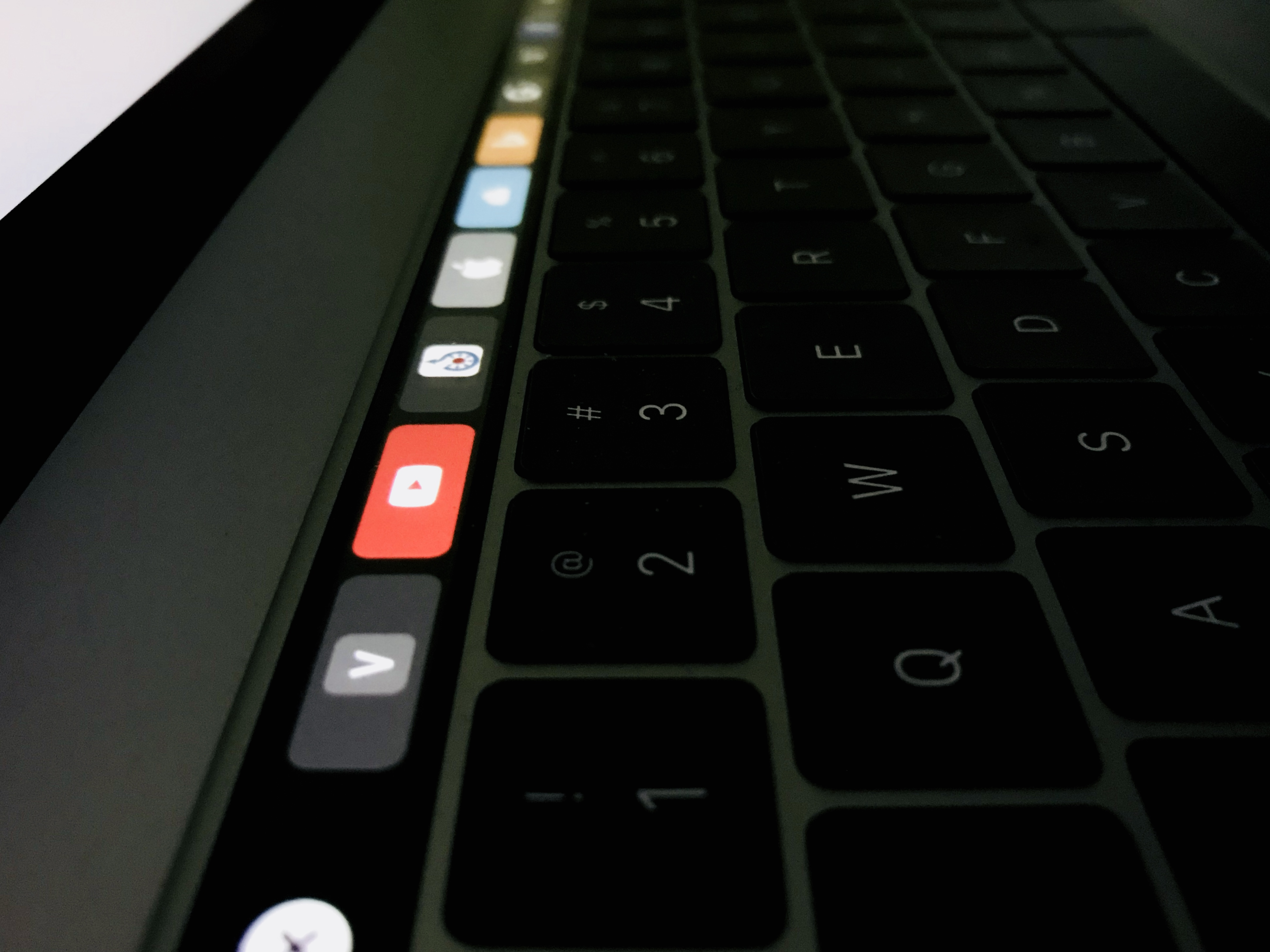
Een MacBook Pro met aanraaklint (touch bar).

Op het Hello again-evenement op 27 oktober 2016 werd de vierde generatie MacBook Pro's onthuld. In deze generatie is de bovenste rij van het toetsenbord, de functietoetsen, vervangen door de zogenaamde Touch Bar (aanraaklint). Dit is een oled-aanraakscherm waarop knoppen zich aanpassen aan het programma wat op dat moment openstaat. De aan-/uit-knop heeft nu ook een Touch ID-sensor, waardoor het mogelijk is om vingerafdrukken te scannen. Dit kan bijvoorbeeld worden gebruikt om een gebruiker in te laten loggen op de MacBook Pro, zonder dat deze een wachtwoord in hoeft te vullen. Daarnaast is de MacBook Pro dunner geworden, en zijn alle poorten vervangen door vier Thunderbolt 3-poorten en een 3,5 mm audiojack-poort. Dit betekent dat er dus geen SD-kaartsleuf, HDMI- en Magsafepoort meer ingebouwd zit. Het beeldscherm kreeg intensere kleuren, een hoger contrast en een hoger kleurbereik ten opzichte van de vorige generaties MacBook Pro.
De MacBook Pro kwam nog steeds in zowel 13- als 15-inch. In het 13-inchmodel is er ook een optie zonder Touch Bar, maar met functietoetsen beschikbaar. Dit is bedoeld als vervanger van de MacBook Air, waarbij de 11-inchversie op dit evenement opgeheven werd. Bij de 15-inch bestaat er geen optie om standaard functietoetsen te nemen.
Tijdens WWDC 2017 op 5 juni 2017 werd een vernieuwde vierde generatie MacBook Pro uitgebracht. Deze nieuwe generatie bevat 7e-generatie Intel Kaby Lake processors en heeft snellere GPU's van de AMD Radeon Pro serie.
Op 13 november 2019 werd de 15-inch (38 cm) variant vervangen door een 16-inch (41 cm) variant. De afmetingen van de laptop bleven gelijk, omdat de schermranden verkleind konden worden. Verder werd de Touch bar aangepast zodat de escape-toets en de aan/uitknop weer losstaande knoppen werden. De vierde generatie maakte gebruik van het vlindertoetsenbord, wat bij deze update weer vervangen werd door een schaartoetsenbord.
Op 4 mei 2020 werd de 13-inch (33 cm) variant van de vierde generatie vernieuwd met nieuwe processors en een ander toetsenbord. Ook werd het vlindertoetsenbord vervangen door een schaartoetsenbord.

### Apple Silicon (2020-heden)
In november 2020 kondigde Apple een MacBook Pro met M1-chip aan, evenals een Mac mini en MacBook Air met M-chips, als begin van de overstap naar Apple-processors. De Pro kreeg verder ondersteuning voor Wi-Fi 6, USB 4 en 6K-resolutie voor een extern beeldscherm.
De MacBook Pro kreeg in oktober 2021 op verzoek weer een MagSafe-connector, en de fysieke functietoetsen kwamen terug. Verder werd het 13-inchmodel vervangen door een 14-inchmodel (35,5 cm), en de laptop werd verkrijgbaar met M1 Pro- en M1 Max-processors. Andere veranderingen zijn een XDR-scherm met dunnere randen en een inkeping aan de bovenkant van het scherm.
In januari 2023 werd de MacBook Pro met M2-chips aangekondigd. De chips kunnen worden uitgerust tot 96 GB werkgeheugen en ondersteunen een 8K extern beeldscherm. In oktober van dat jaar werd het model opnieuw geüpdatet met een M3-chip (M3, M3 Pro en M3 Max), die uitgerust kunnen worden tot 128 GB RAM.
De MacBook Pro is verkrijgbaar als een 14-inch (35,5 cm) of 16-inchmodel (41 cm) in de kleuren zilver, spacegrijs en spacezwart.
Op 30 oktober 2024 kondigde Apple bijgewerkte modellen van zowel het 14-inchmodel als het 16-inchmodel aan met M4-processors. Verder werd ook het werkgeheugen verhoogd naar 16 GB om deze geschikt te maken voor Apple Intelligence.

## Trivia
- De MacBook Pro en de iMac waren de eerste computers van Apple die werden geleverd met een Intel-processor. De transitie werd in 2005 tijdens de ontwikkelaarsconferentie WWDC aangekondigd door voormalig Apple-directeur Steve Jobs.[7]